# Nova perspectiva sobre Paulo de Tarso

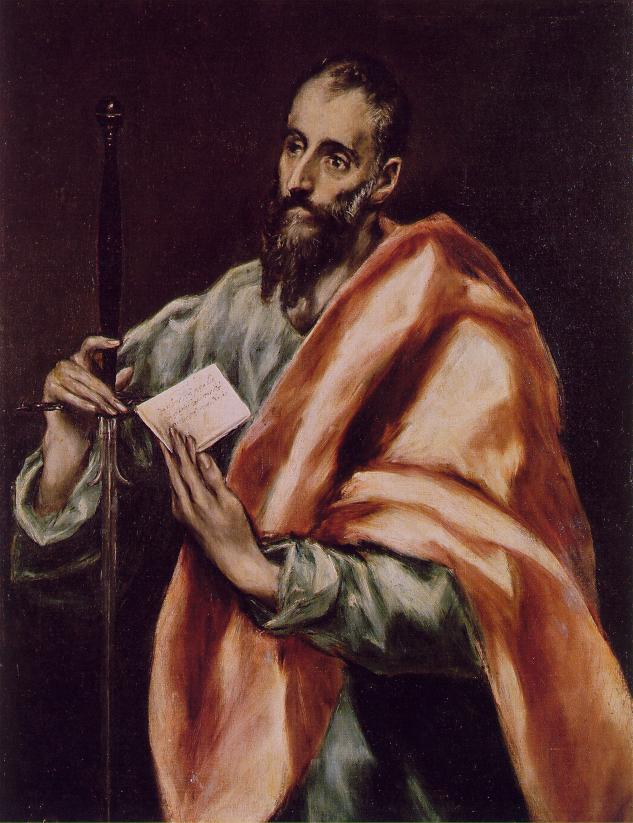
São Paulo.

Nova Perspectiva sobre Paulo ou Teologia da Nova Perspectiva, ou simplesmente Nova Perspectiva é a designação dada às perspectivas informadas pelas descobertas históricas, linguísticas e teológicas contemporâneas dos escritos do apóstolo Paulo em oposição às interpretações desenvolvidas pela maioria dos reformadores magistrais.
As perspectivas mais aceitas dos reformadores luteranos e calvinistas sobre as Epístolas de São Paulo centra-se na interpretação de que, similar a um processo penal, Paulo advogaria a justificação pela fé em Jesus Cristo, e não justificação pelas obras da Lei ("sola fide"). Desse modo, segundo Paulo, as boas obras dos cristãos não seriam relevantes para a sua salvação, pois apenas a fé seria relevante. Apesar disso, reformadores como Ossiander, Bucer, Anabatistas e Erasmo — incidentalmente com maior conhecimento do grego que Lutero ou Calvino — possuíam outras perspectivas que antecederam a Nova Perspectiva.
Os defensores da Nova Perspectiva apontam que Paulo não se referia às boas obras em geral, mas apenas às observâncias rituais como circuncisão, leis alimentares e leis do sábado, que diferenciavam os judeus das outras nações. 
A Nova Perspectiva defende o estudo da Bíblia considerando o contexto histórico da época na qual foram escritos os textos, e o uso dos métodos da ciência social para compreender a cultura da época.

## História
Em 1963, o teólogo luterano Krister Stendahl publicou o artigo, The Apostle Paul and the Introspective Conscience of the West, no qual sustentou que a visão luterana da teologia do apóstolo Paulo não se encaixava com as declarações dos escritos de Paulo, e, na verdade, teria sido baseada mais em pressupostos equivocados sobre as crenças de Paulo do que em interpretações cuidadosas de seus escritos. Stendahl alertou contra a interpretação dos escritos paulinos, tendo como parâmetros, ideias ocidentais modernas.  
Em 1977, Ed Parish Sanders publicou Paul and Palestinian Judaism. Nessa obra, fez uma análise dos escritos de Paulo, a partir de um amplo estudo da literatura judaica da época, o que permitiu sustentar que a compreensão luterana tradicional da teologia do judaísmo e de Paulo seria fundamentalmente incorreta.
Em 1978, a expressão: "Nova Perspectiva sobre Paulo", foi empregada pelo teólogo anglicano Nicholas Thomas Wright.
O termo tornou-se mais conhecido depois de ter sido usado pelo teólogo James Douglas Grant Dunn, como título de uma palestra proferida em 1982 .

## Ideias centrais

### Boas obras
Devido à interpretação tradicionalmente dada à expressão "obras da lei", as perspectivas tradicionais, luterana e calvinista, veem a retórica de Paulo como sendo contra o esforço humano para obter justiça, sendo essa uma característica central da religião cristã. Desse modo, os conceitos de graça e fé assumem importância absoluta dentro dessas correntes teológicas.
Segundo a Nova Perspectiva, Paulo não condenava o esforço humano ou boas obras e dizia muitas coisas positivas sobre ambos. Nesse sentido, os defensores das novas perspectivas relacionam muitas declarações nos escritos de Paulo que especificam os critérios do julgamento final como sendo consequência das obras do indivíduo.

### Conceito de Fé
Na perspectiva tradicional, Fé, que nos textos originais é a palavra grega "pistis" (πίστις), que pode ser traduzida como: "confiança", "crença", "fé" ou "fidelidade"; é interpretada como sendo uma crença em Deus e em Cristo, e na confiança na salvação pela fé em Cristo. Essa interpretação é baseada, entre outros trechos, nos Versículos 8 e 9 do Capítulo 2 da Epístola aos Efésios: "8 De fato, vocês foram salvos pela graça, por meio da fé; e isso não vem de vocês, mas é dom de Deus. 9 Isso não vem das obras, para que ninguém se encha de orgulho.".
Por outro lado, os defensores da Nova Perspectiva interpretam a palavra grega "pistis" no sentido de "fidelidade", significando firme compromisso em um relacionamento interpessoal   . Desse modo, a palavra pode ser compreendida como sinônimo de "obediência" ao mestre. Portanto, não se opõe à exigência de "esforço humano", pois exige esforço humano. Desse modo, compreende-se que Paulo quis dizer que os mandamentos de Deus devem ser seguidos com fidelidade, estando errado o ensinamento de que basta ter fé para que Deus faça tudo por nós.
Esse ponto de vista, permite compatibilizar os escritos de Paulo com o Versículos 17, 19-22 e 24 do Capítulo 2 da Carta de Tiago:

17 Assim também é a fé: sem as obras, ela está completamente morta;
19 Você acredita que existe um só Deus? Muito bem! Só que os demônios também acreditam, e tremem!
20 Insensato, quer ver como a fé sem as obras não tem valor?
21 Quando nosso pai Abraão ofereceu o filho Isaac sobre o altar, não foi pelas obras que ele se tornou justo?
22 Vocês podem perceber que a fé cooperou com as obras dele, e que pelas obras essa fé se tornou perfeita.
24 Como vocês estão vendo, o homem é justificado pelas obras, e não somente pela fé.

### Conceito de Graça
Na perspectiva tradicional, Graça, corresponde à palavra grega "charis" nos textos originais, desse modo, não haveria necessidade de esforço humano na salvação, pois Deus seria o fator controlador.
Por outro lado, os defensores da Nova Perspectiva entendem que a melhor tradução para palavra grega "charis" seria "favor", sendo que nas sociedades antigas, havia a expectativa de que tais favores fossem retribuídos, ou seja, que houvesse uma relação de reciprocidade .
Desse modo, entendem que quando Paulo diz que Deus nos fez um "favor" ao enviar Jesus, ele está dizendo que Deus tomou a iniciativa, mas que o esforço humano seria necessário para obter a salvação, pois os cristãos teriam a obrigação de retribuir o favor que Deus fez por eles.

## Crítica
Phil Johnson resume o impacto dessa nova formulação teológica da seguinte forma:
“Sanders abalou o mundo acadêmico dos estudos paulinos contemporâneos com a sugestão revolucionária de que o judaísmo dos dias de Paulo não era aquele sistema baseado em obras” 
A respeito de N. T. Wright, Phil Johnson faz uma séria "acusação":
”Nenhuma doutrina é tão importante, na teologia protestante, como a doutrina da justificação pela fé.  (…) Se Tom Wright e sua Nova Perspectiva estiverem corretos, Lutero e Calvino — e na verdade todos os reformadores — não compreenderam o apóstolo Paulo e interpretaram seriamente errado a doutrina da justificação. Erraram no assunto ‘principal’.” (última palavra está em itálico no original) 
Phil Johnson afirma que tais escritores foram ousados em se considerarem os primeiros a “entenderem corretamente as escrituras”, por “depender[em], em larga escala, da obra de E. P. Sanders, que nem mesmo aceita a autoria paulina da maioria das epístolas de Paulo”. 

## Movimento?
Em 2003, Tom Wright, se distanciou dos demais em suas formulações e defendeu que não haveria uma nova perspectiva, mas muitas posições de uma nova perspectiva. , bem como Phil Johnson afirma que Sanders, Wright e Dunn também discordam entre si em alguns pontos principais”, e afirma que “falta à Nova Perspectiva a coesão de um movimento”. 

## Ligações internas
- Velha Perspectiva
- São Paulo (Apóstolo)